# Gluphisia formosa
Gluphisia formosa är en fjärilsart som beskrevs av Edwards. Gluphisia formosa ingår i släktet Gluphisia och familjen tandspinnare. Inga underarter finns listade i Catalogue of Life.